# Tyranny (jeu vidéo)
Tyranny est un jeu vidéo de rôle sorti le 10 novembre 2016, développé par Obsidian Entertainment et édité par Paradox Interactive. Il est fondé sur le même moteur que Pillars of Eternity.

## Accueil
- IGN : 8,3/10[1]
- Game Informer : 8,3/10[2]
- GameSpot : 8/10[3]
- Jeuxvideo.com : 16/20[4]
- PC Gamer US : 7,5/10[5]